# Геоцентр-Консалтинг
Закрытое акционерное общество Научно-производственный геоинформационный центр „Геоцентр-Консалтинг“ (ЗАО «Геоцентр-Консалтинг») — российская компания, находящаяся в Москве, известная, прежде всего, как разработчик пространственных данных и программных средств для работы с такими данными (геоинформационные системы).
Долгие годы был единственным поставщиком данных для крупнейших картографических веб-сервисов Яндекс.Карты, Google Maps, Mail.ru, Rambler и др. 
Все, разработанные компанией, картографические материалы объединены в единый геоинформационный набор данных «RuMap» («РуМэп»), который представляет собой мультимасштабную карту на территорию всего мира. Это единый продукт, включающий в себя данные самой разной детальности для разных территорий, но выполненные по единым стандартам и технологиям, в единой структуре и составе данных.
«RuMap» («РуМэп») является цельной структурированной базой пространственных данных (одной картой) универсального назначения, и может использоваться как основа для решения очень широкого спектра задач: навигация (автомобильная, пешая, ж/д и др.), мониторинг подвижных объектов, радиопланирование, геомаркетинг, корпоративные ГИС, картографические веб-сервисы и пр.
Укрупнённый состав данных «RuMap»:
- более 4,5 тыс. населённых пунктов России детализированы до контуров зданий с адресами;
- вся территория России представлена данными, соответствующими детальности масштабов 1:10 000 для населённых пунктов и 1:100 000 - 1:200 000 - для межселенных территорий;
- страны мира представлены контурами и точками столиц с названиями (в соответствии с ОКСМ - Общероссийским классификатором стран мира, согласованным с международным стандартом ISO, включая краткое название, полное название и двухбуквенные, трёхбуквенные и цифровые коды стран.);
- территории некоторых республик бывшего СССР включают сеть основных автомобильных дорог, точки наиболее значимых населённых пунктов, детальные данные (улицы, дома, адреса и пр.) главных городов.

«RuMap» доступен на геопортале компании RuMap.ru.
«RuMap» обновляется ежеквартально (4 раза в год) и в каждой новой версии исправляются выявленные пользователями ошибки и добавляются новые детализированные территории (десятки населённых пунктов с детализацией до контуров зданий с адресами и регионы с уточнёнными и детализированными дорогами, контурами населённых пунктов и пр.)
Кроме цифровой картографии и разработки разнообразных пространственных данных «Геоцентр-Консалтинг» активно работает в области разработок автоматизированных систем и программных приложений с использованием ГИС-технологий. «Геоцентр-Консалтинг» принимал участие в программных разработках для различных проектов, компаний и организаций: «ЭРА Глонасс», «Электронный атлас Москвы», ЦОДД .Москвы, Трансконтейнер, ЗащитаИнфоТранс, органы исполнительной власти Московской области.
Компания поддерживает традиционное картографическое направление - подготовку к изданию и издание печатных картографических материалов (настенные карты, атласы, картографические справочные издания и др.).
«Геоцентр-Консалтинг» имеет бессрочную лицензию Роскартографии на осуществление картографических работ значительного перечня видов.

## Компания
Компания «Геоцентр-Консалтинг» образована в 1998 году в форме закрытого акционерного общества без участия государственного капитала.
С момента основания компания ориентирована на популяризацию, развитие и внедрение геоинформационных технологий в России, и является без преувеличения первопроходцем в ряде по-настоящему значимых, в некоторых случаях буквально глобальных, инновационных направлениях массового использования цифровых картографических данных, таких, как персональная автомобильная навигация и картографические сервисы в Интернете.
Геоцентр-Консалтинг был первой, и долгое время единственной, российской компанией, которая разрабатывала геоинформационные наборы данных для отечественных навигационных систем, используемых в автомобильных навигаторах. В частности, для навигационной системы «PocketGPS Pro Moscow» (разработка компании «МакЦентр» на базе ядра «LaserMap advanced kernel»), которая на протяжении ряда лет (2003—2008 г.г.) была наиболее популярной у московских автомобилистов.
В разные годы картографические данные ЗАО «Геоцентр-Консалтинг» использовались в навигационных системах MIO, «Автоспутник», «СитиГид». Более пяти лет  ЗАО «Геоцентр-Консалтинг» разрабатывал и поставлял картографические материалы для крупнейшего производителя автомобильных навигационных карт - компании Navteq.
Отличительная черта картографической продукции ЗАО «Геоцентр-Консалтинг» - профессиональное и технологическое качество.
Именно поэтому картографическая продукция компании использовалась или продолжает использоваться:
- для всех крупнейших российских картографических Web-сервисов - Google, Яндекс, Рамблер, Мэйл.Ру, Жёлтые страницы, Евроадрес и др.;
- для автомобильной навигации – Яндекс.Карты, Яндекс.Навигатор, Navteq, Tele Atlas, Mio (MiTAC), Pocket GPS Pro, Автоспутник, СитиГИД;
- для автоматизированных систем крупных корпораций и организаций различного профиля – ФСК ЕЭС, Роснефть, Норникель, «ЭРА ГЛОНАСС», Федеральная служба исполнения наказаний (ФСИН), Ростелеком, «Электронный атлас Москвы», "МТС-Поиск", Вымпелком и др.

## Основные направления деятельности
- разработка и поддержка универсальных геоинформационных наборов данных (цифровых карт) любого уровня детализации;
- разработка автоматизированных систем управления и геоинформационных систем ведомственного и корпоративного назначения для органов государственной власти, крупных корпораций и малых предприятий;
- разработка картографических Web-сервисов;
- проведение и сопровождение геомаркетинговых исследований;
- создание специальных цифровых наборов данных (векторизация графической документации, создание баз данных и т.п.);
- разработка навигационных карт (графов дорожного движения);
- разработка программных средств прикладного назначения;
- разработка полевых АРМов (программных средств для мобильных устройств) по сбору и обработке данных об организации дорожного движения, информации об объектах придорожной инфраструктуры и о любых других объектах и их характеристик;
- проведение полевых работ по сбору автомобильной навигационной информации, специальных геомаркетинговых данных, видео- и фотоматериалов и др.;
- подготовка к печати и печать картографических материалов (атласы, настенные карты, справочники и т.п.);
- дистрибуция программных геоинформационных продуктов компании ESRI (ArcGIS);
- дистрибуция данных ДЗЗ (космических снимков) - SPOT, EROS, World View, Pleiades и др.;
- разработка учебных программ и проведение учебных курсов в ВУЗах, проведение учебно-производственной практики, консультации и сопровождение дипломных работ.

## Основные виды продукции компании и пользователи
- Геоинформационные наборы данных (цифровые карты, наборы специальных пространственных данных)
- Программные приложения и автоматизированные системы управления с использованием ГИС-технологий
- Печатные картографические материалы (настенные карты, атласы и др.)